# Brazil női kézilabda-válogatott
A brazil női kézilabda-válogatott Brazília nemzeti csapata, amelyet a Brazil Kézilabda-szövetség irányít. Eddigi legnagyobb sikerük a 2013-as világbajnokságon szerzett aranyérem.

## Részvételei

### Nyári olimpiai játékok
- 2000: 8. hely
- 2004: 7. hely
- 2008: 9. hely
- 2012: 6. hely
- 2016: 5. hely
- 2020: 11. hely
- 2024: 7. hely

### Világbajnokság
- 1995: 17–20. hely
- 1997: 23. hely
- 1999: 16. hely
- 2001: 12. hely
- 2003: 20. hely
- 2005: 7. hely
- 2007: 14. hely
- 2009: 15. hely
- 2011: 5. hely
- 2013:  Arany
- 2015: 10. hely
- 2017: 18. hely
- 2019: 17. hely
- 2021: 6. hely
- 2023: 9. hely

## Szövetségi kapitányok
| Időszak   | Edző                         |
| --------- | ---------------------------- |
| 0         | Alexandre Trevisan Schneider |
| 2009–2016 | Morten Soubak                |
| 2017–2021 | Jorge Dueñas                 |
| 2021–     | Cristiano Silva              |

## A2024-es olimpiáranevezett keret
| #  | név                           | poszt         | születési hely | jelenlegi klubja       |
| -- | ----------------------------- | ------------- | -------------- | ---------------------- |
| 1  | Gabriela Moreschi             | kapus         | Maringá        | CSM București          |
| 2  | Bruna de Paula                | balátlövő (c) | Campestre      | Győri Audi ETO KC      |
| 6  | Mariane Fernándes             | balátlövő     | Niterói        | Zagłębie Lubin         |
| 7  | Tamires Morena Lima de Araújo | beálló        | Rio de Janeiro | CS Gloria Bistrița     |
| 10 | Jéssica Quintino              | jobbszélső    | São Paulo      | CS Minaur Baia Mare    |
| 12 | Bárbara Arenhart              | kapus         | Novo Hamburgo  | RK Krim Ljubljana      |
| 14 | Ana Cláudia Bolzan            | balszélső     | Mantenópolis   | Sport Lisboa e Benfica |
| 20 | Larissa Araújo                | balszélső     | Curitiba       | Corona Brașov          |
| 21 | Adriana Cardoso de Castro     | jobbszélső    | Fortaleza      | Toulon Métropole Var   |
| 22 | Samara Vieira                 | balátlövő     | Natal          | Konyaaltı Bld. SK      |
| 23 | Giulia Guarieiro              | jobbátlövő    | São Paulo      | BM Granollers          |
| 30 | Gabriela Clausson Bitolo      | jobbátlövő    | São Paulo      | CBF Málaga             |
| 36 | Marcela Santos Arounian       | beálló        | Brazíliaváros  | BM Aula Cultural       |
| 42 | Jhennifer Lopes dos Santos    | irányító      | Rio de Janeiro | BM Remudas             |
| 49 | Patrícia Matieli Machado      | irányító      | São Paulo      | Zagłębie Lubin         |
| 77 | Kelly de Abreu Rosa           | balátlövő     | Brazíliaváros  | CB Elche               |
| 87 | Renata Arruda                 | kapus         | Olinda         | CS Gloria Bistrița     |

Dőlt betűkkel a tartalékok.